# Mardorf (Amöneburg)
Mardorf ist der größte Stadtteil von Amöneburg im mittelhessischen Landkreis Marburg-Biedenkopf. Der Ort liegt im flachwelligen Amöneburger Becken in Nachbarschaft zum Vorderen Vogelsberg mit der Mardorfer Kuppe.

## Geschichte

### Ortsgeschichte
Soweit bekannte wurde der Ort erstmals urkundlich im Urkundenbuch des Klosters Fulda unter dem Namen Marachdorf, was dem Jahr 750 oder 779 zugeschrieben wird. In der Folge wurde der Ort unter den folgenden Ortsnamen erwähnt (in Klammern das Jahr der Erwähnung): Marcdorf (802/817), Marhdorf (1. Hälfte 9. Jahrhundert), Mardorf (1215), Martdorf (1227 und 1306), Marchtorf (um 1248), Marchtorph (um 1248) und Mardorf (1323).
Juden sind seit der ersten Hälfte des 17. Jahrhunderts in Mardorf nachweisbar. Seit dem 18. Jahrhundert gab es dort eine jüdische Gemeinde. Ihre Toten wurden auf dem jüdischen Friedhof Rauischholzhausen bestattet. 1885 lebten 47 jüdische Mitbürgerinnen und Mitbürger im Dorf, was knapp 5 % der Ortsbevölkerung entsprach. In den 1860er Jahren konnte die jüdische Gemeinde eine Scheune erwerben und zu einer Synagoge umbauen, die 1869 eingeweiht wurde. Das Synagogengebäude befand sich in der Ortsmitte in einem Hinterhof an der Marburger Straße. Während der Novemberpogrome 1938 wurde die Inneneinrichtung und die Fenster der Synagoge durch SA-Leute völlig zerstört. Das Gebäude blieb erhalten, kam 1939 in Privatbesitz und wurde später wieder zu einer Scheune umgebaut. Dort befindet sich heute eine Gedenktafel mit dem Text: „Zum Gedenken an unsere während der nationalsozialistischen Herrschaft verfolgten, vertriebenen und ermordeten jüdischen Mitbürger. Bis zum November 1938 war dies die jüdische Synagoge in Mardorf. Stadt Amöneburg.“ 1933 lebten in Mardorf noch 27 jüdische Bewohnerinnen und Bewohner. In den folgenden Jahren ist ein Teil der jüdischen Gemeindemitglieder auf Grund des wirtschaftlichen Boykotts, der zunehmenden Entrechtung und der Repressalien weggezogen beziehungsweise in die Niederlande, das Vereinigte Königreich und die USA ausgewandert. Insgesamt sind 28 der in Mardorf geborenen und/oder längere Zeit am Ort wohnhaften jüdischen Personen während der NS-Zeit umgekommen. Zum Gedenken an diese Menschen wurden in Mardorf 2011 sieben Stolpersteine verlegt.
Zum 31. Dezember 1971 wurde die bis dahin selbständige Gemeinde Mardorf im Zuge der Gebietsreform in Hessen auf freiwilliger Basis in die Gemeinde Amöneburg eingemeindet. Für das Gebiet der ehemaligen Gemeinde Mardorf wurde ein Ortsbezirk eingerichtet.

### Verwaltungsgeschichte im Überblick
Die folgende Liste zeigt die Staaten und Verwaltungseinheiten, denen Mardorf angehört(e):
- vor 1803: Heiliges Römisches Reich, Kurfürstentum Mainz, Amt Amöneburg
- ab 1803: Heiliges Römisches Reich, Landgrafschaft Hessen-Kassel,[Anm. 2] Fürstentum Fritzlar, Amt Amöneburg
- ab 1806: Landgrafschaft Hessen-Kassel, Fürstentum Fritzlar, Amt Amöneburg
- 1807–1813: Königreich Westphalen,[Anm. 3] Departement der Werra, Distrikt Marburg, Kanton Amöneburg
- ab 1815: Kurfürstentum Hessen,[Anm. 4] Fürstentum Fritzlar, Amt Amöneburg[10]
- ab 1821: Kurfürstentum Hessen, Provinz Oberhessen, Kreis Kirchhain[11][Anm. 5]
- ab 1848: Kurfürstentum Hessen, Bezirk Marburg
- ab 1851: Kurfürstentum Hessen, Provinz Oberhessen, Kreis Kirchhain
- ab 1867: Königreich Preußen,[Anm. 6] Provinz Hessen-Nassau, Regierungsbezirk Kassel, Kreis Kirchhain
- ab 1871: Deutsches Reich, Königreich Preußen, Provinz Hessen-Nassau, Regierungsbezirk Kassel, Kreis Kirchhain
- ab 1918: Deutsches Reich, Freistaat Preußen, Provinz Hessen-Nassau, Regierungsbezirk Kassel, Kreis Kirchhain
- ab 1932: Deutsches Reich, Freistaat Preußen, Provinz Hessen-Nassau, Regierungsbezirk Kassel, Kreis Marburg
- ab 1944: Deutsches Reich, Freistaat Preußen, Provinz Kurhessen, Kreis Marburg
- ab 1945: Deutsches Reich, Amerikanische Besatzungszone,[Anm. 7] Groß-Hessen, Regierungsbezirk Kassel, Kreis Marburg
- ab 1946: Deutsches Reich, Amerikanische Besatzungszone, Hessen, Regierungsbezirk Kassel, Kreis Marburg
- ab 1949: Bundesrepublik Deutschland, Hessen, Regierungsbezirk Kassel, Kreis Marburg
- ab 1972: Bundesrepublik Deutschland, Hessen, Regierungsbezirk Kassel, Kreis Marburg, Stadt Amöneburg
- ab 1974: Bundesrepublik Deutschland, Hessen, Regierungsbezirk Kassel, Landkreis Marburg-Biedenkopf, Stadt Amöneburg
- ab 1981: Bundesrepublik Deutschland, Hessen, Regierungsbezirk Gießen, Landkreis Marburg-Biedenkopf, Stadt Amöneburg

## Bevölkerung

### Einwohnerstruktur 2011
Nach den Erhebungen des Zensus 2011 lebten am Stichtag dem 9. Mai 2011 in Mardorf 1422 Einwohner. Darunter waren 18 (1,3 %) Ausländer.
Nach dem Lebensalter waren 270 Einwohner unter 18 Jahren, 612 zwischen 18 und 49, 276 zwischen 50 und 64 und 261 Einwohner waren älter. Die Einwohner lebten in 561 Haushalten. Davon waren 126 Singlehaushalte, 132 Paare ohne Kinder und 234 Paare mit Kindern, sowie 54 Alleinerziehende und 15 Wohngemeinschaften. In 102 Haushalten lebten ausschließlich Senioren und in 366 Haushaltungen lebten keine Senioren.

### Einwohnerentwicklung
| Quelle: Historisches Ortslexikon |                                                                                         |
| • um 1510:                       | 008 wehrhafte Männer                                                                    |
| • 1537:                          | 021 Hausgesessene                                                                       |
| • 1585:                          | 024 Hausgesessene                                                                       |
| • 1747:                          | 033 Haushalte                                                                           |
| • 1838:                          | Familien: 71 nutzungsberechtigte, 88 nicht nutzungsberechtigte Ortsbürger, 33 Beisassen |

| Mardorf: Einwohnerzahlen von 1834 bis 2022 | Mardorf: Einwohnerzahlen von 1834 bis 2022 | Mardorf: Einwohnerzahlen von 1834 bis 2022 | Mardorf: Einwohnerzahlen von 1834 bis 2022 | Mardorf: Einwohnerzahlen von 1834 bis 2022 |
| --- | ------------------------------------------ | ------------------------------------------ | ------------------------------------------ | ------------------------------------------ |
| Jahr |                                            |                                            |                                            | Einwohner                                  |
| 1834 | 1834                                       |                                            | 898                                        | 898                                        |
| 1840 | 1840                                       |                                            | 934                                        | 934                                        |
| 1846 | 1846                                       |                                            | 991                                        | 991                                        |
| 1852 | 1852                                       |                                            | 1.019                                      | 1.019                                      |
| 1858 | 1858                                       |                                            | 1.040                                      | 1.040                                      |
| 1864 | 1864                                       |                                            | 1.028                                      | 1.028                                      |
| 1871 | 1871                                       |                                            | 932                                        | 932                                        |
| 1875 | 1875                                       |                                            | 962                                        | 962                                        |
| 1885 | 1885                                       |                                            | 1.002                                      | 1.002                                      |
| 1895 | 1895                                       |                                            | 940                                        | 940                                        |
| 1905 | 1905                                       |                                            | 884                                        | 884                                        |
| 1910 | 1910                                       |                                            | 903                                        | 903                                        |
| 1925 | 1925                                       |                                            | 902                                        | 902                                        |
| 1939 | 1939                                       |                                            | 1.018                                      | 1.018                                      |
| 1946 | 1946                                       |                                            | 1.338                                      | 1.338                                      |
| 1950 | 1950                                       |                                            | 1.353                                      | 1.353                                      |
| 1956 | 1956                                       |                                            | 1.231                                      | 1.231                                      |
| 1961 | 1961                                       |                                            | 1.223                                      | 1.223                                      |
| 1967 | 1967                                       |                                            | 1.315                                      | 1.315                                      |
| 1980 | 1980                                       |                                            | ?                                          | ?                                          |
| 1990 | 1990                                       |                                            | ?                                          | ?                                          |
| 2000 | 2000                                       |                                            | ?                                          | ?                                          |
| 2011 | 2011                                       |                                            | 1.422                                      | 1.422                                      |
| 2022 | 2022                                       |                                            | 1.416                                      | 1.416                                      |
| Datenquelle: Historisches Gemeindeverzeichnis für Hessen: Die Bevölkerung der Gemeinden 1834 bis 1967. Wiesbaden: Hessisches Statistisches Landesamt, 1968. Weitere Quellen: LAGIS; Zensus 2011 |                                            |                                            |                                            |                                            |

### Historische Religionszugehörigkeit
| Quelle: Historisches Ortslexikon |                                                                                               |
| • 1861:                          | 991 katholische, 4 evangelisch-lutherisch, 36 jüdische Einwohner                              |
| • 1885:                          | 009 evangelische (= 0,90 %), 946 katholische (= 94,41 %) und 47 jüdische (= 4,69 %) Einwohner |
| • 1961:                          | 047 evangelische (= 3,84 %), 1172 katholische (= 95,83 %) Einwohner                           |

### Historische Erwerbstätigkeit
| • 1838: | Familien: 60 Ackerbau, 50 Gewerbe, 49 Tagelöhner                                                                                     |
| • 1961: | Erwerbspersonen: 256 Land- und Forstwirtschaft, 262 Produzierendes Gewerbe, 20 Handel und Verkehr, 47 Dienstleistungen und Sonstiges |

## Politik
Für Mardorf besteht ein Ortsbezirk (Gebiete der ehemaligen Gemeinde Mardorf) mit Ortsbeirat und Ortsvorsteher nach der Hessischen Gemeindeordnung.
Der Ortsbeirat besteht aus fünf Mitgliedern. Bei den Kommunalwahlen in Hessen 2021 betrug die Wahlbeteiligung zum Ortsbeirat 52,01 %. Es wurden gewählt: zwei Mitglieder der CDU, ein Mitglied der SPD und zwei Mitglieder der „Freien Wählervereinigung Amöneburg“. Der Ortsbeirat wählte Kathrin Rhiel (FWG) zur Ortsvorsteherin.

## Kultur und Sehenswürdigkeiten
- Wehrkirche mit Wandmalereien
- ein schon 1223 erwähnten Junkernhof
- die um 1720 erbaute römisch-katholische Kirche St. Hubertus mit der 1908 erbauten Grotte

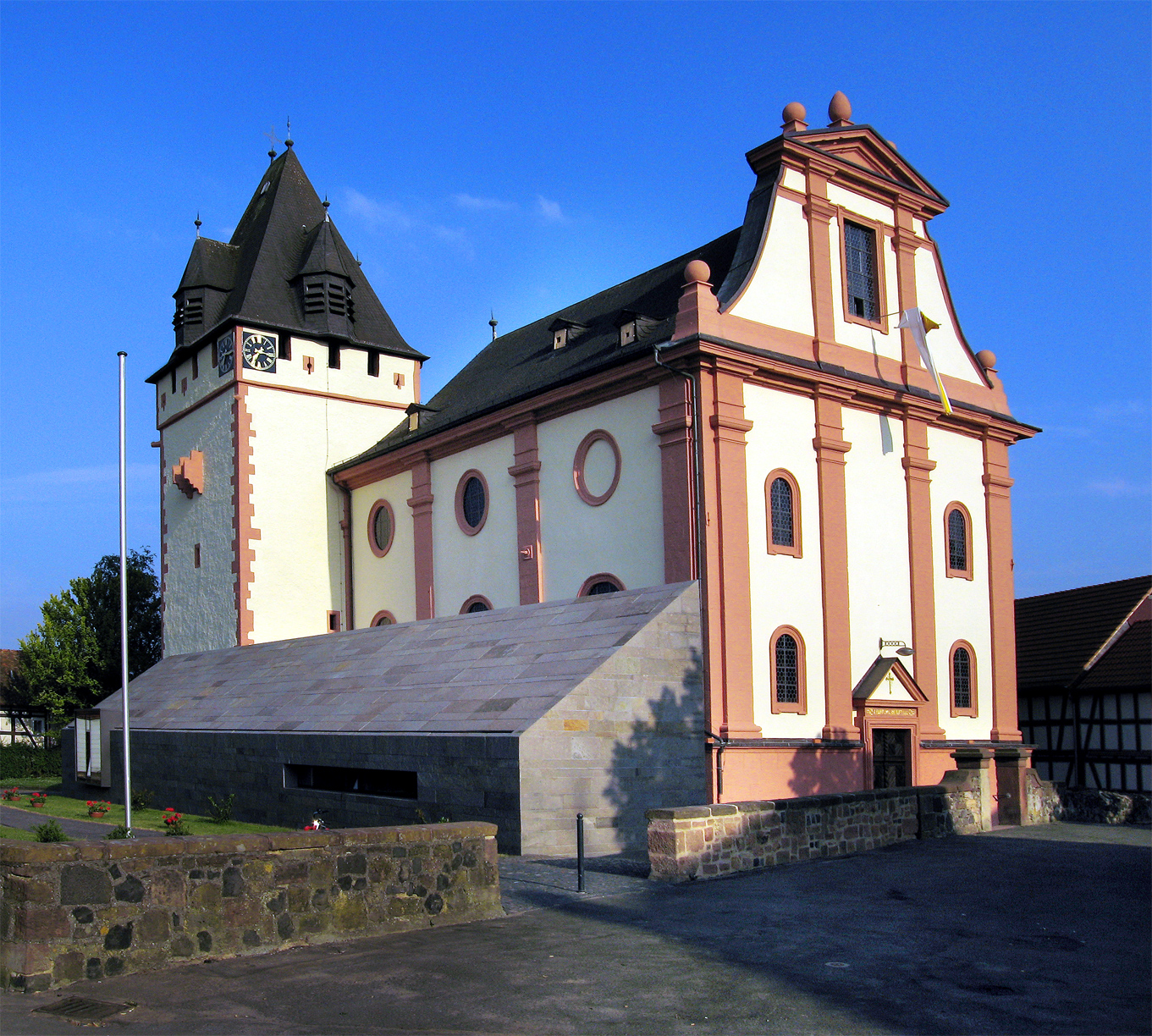
St. Hubertus
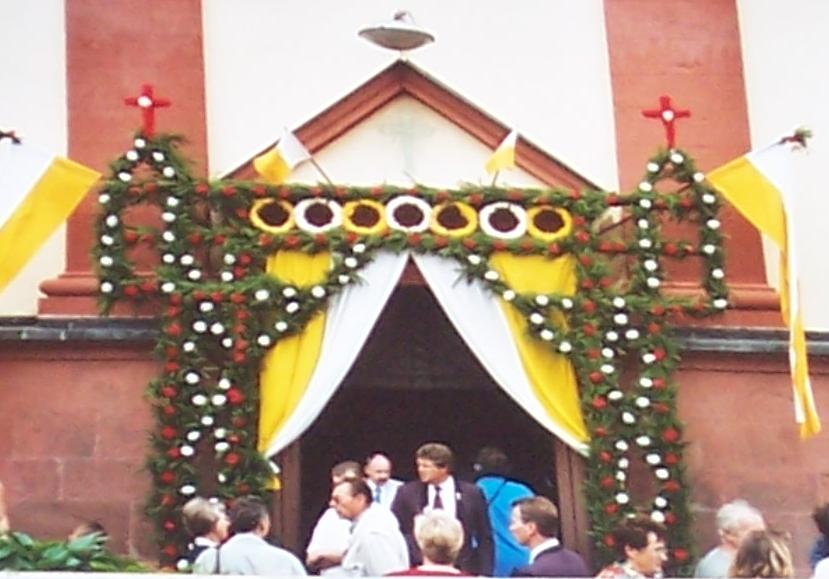
Lokales Brauchtum zu Fronleichnam
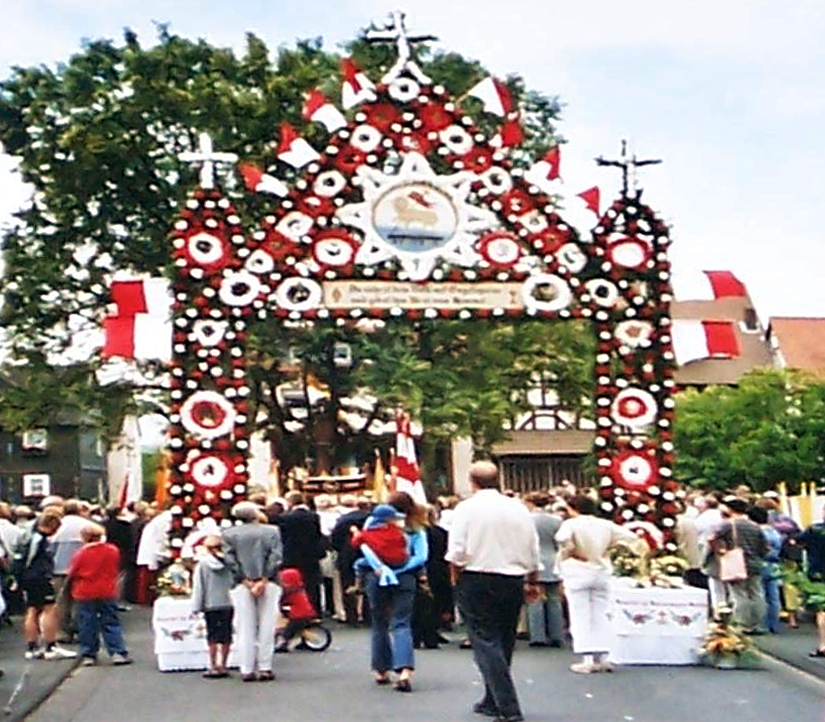
Sogenannte „Ehrenpforte“

## Infrastruktur

### Öffentliche Einrichtungen
Im Ort gibt es:
- eine Grundschule, die St.-Martin-Schule
- eine Sporthalle
- den katholischen Kindergarten St. Hubertus

### Verkehr
Der öffentliche Personennahverkehr wird durch den Linienbusverkehr des RMV sichergestellt. Durch den Ort führt die Landesstraße 3289.